# Mike Gratton
Mike Gratton (* 28. November 1954) ist ein ehemaliger britischer Marathonläufer.
In der Schule und am College, wo er zum Sportlehrer ausgebildet wurde, war er ein erfolgreicher Bahnläufer, bis er 1977 von einem Gabelstapler überfahren wurde. 
Nach seiner Genesung wechselte er zum Straßenlauf. 1979 erzielte er bei seinem Marathon-Debüt eine Zeit von 2:21:22 h und gewann danach den Polytechnic Marathon in 2:19:53. 1982 wurde er Dritter beim London-Marathon in 2:12:30 und gewann, für England startend, Bronze bei den Commonwealth Games in Brisbane in 2:12:06.
Seinen größten Erfolg hatte er im Jahr darauf, als er den London-Marathon in 2:09:43 gewann, eine Zeit, mit der er Platz 13 in der Ewigen Bestenliste des Vereinigten Königreichs einnimmt (Stand November 2009). Beim Marathon der Leichtathletik-Weltmeisterschaften 1983 in Helsinki erreichte er nicht das Ziel. 
Danach gründete er das Unternehmen 2:09 Events, das sich auf Sportreisen und die Organisation von Laufveranstaltungen spezialisiert hat.
Mike Gratton startete für den Invicta East Kent Athletics Club.